# Orthotrichum acuminatum
Orthotrichum acuminatum là một loài rêu trong họ Orthotrichaceae. Loài này được H. Philib. mô tả khoa học đầu tiên năm 1881.

## Hình ảnh

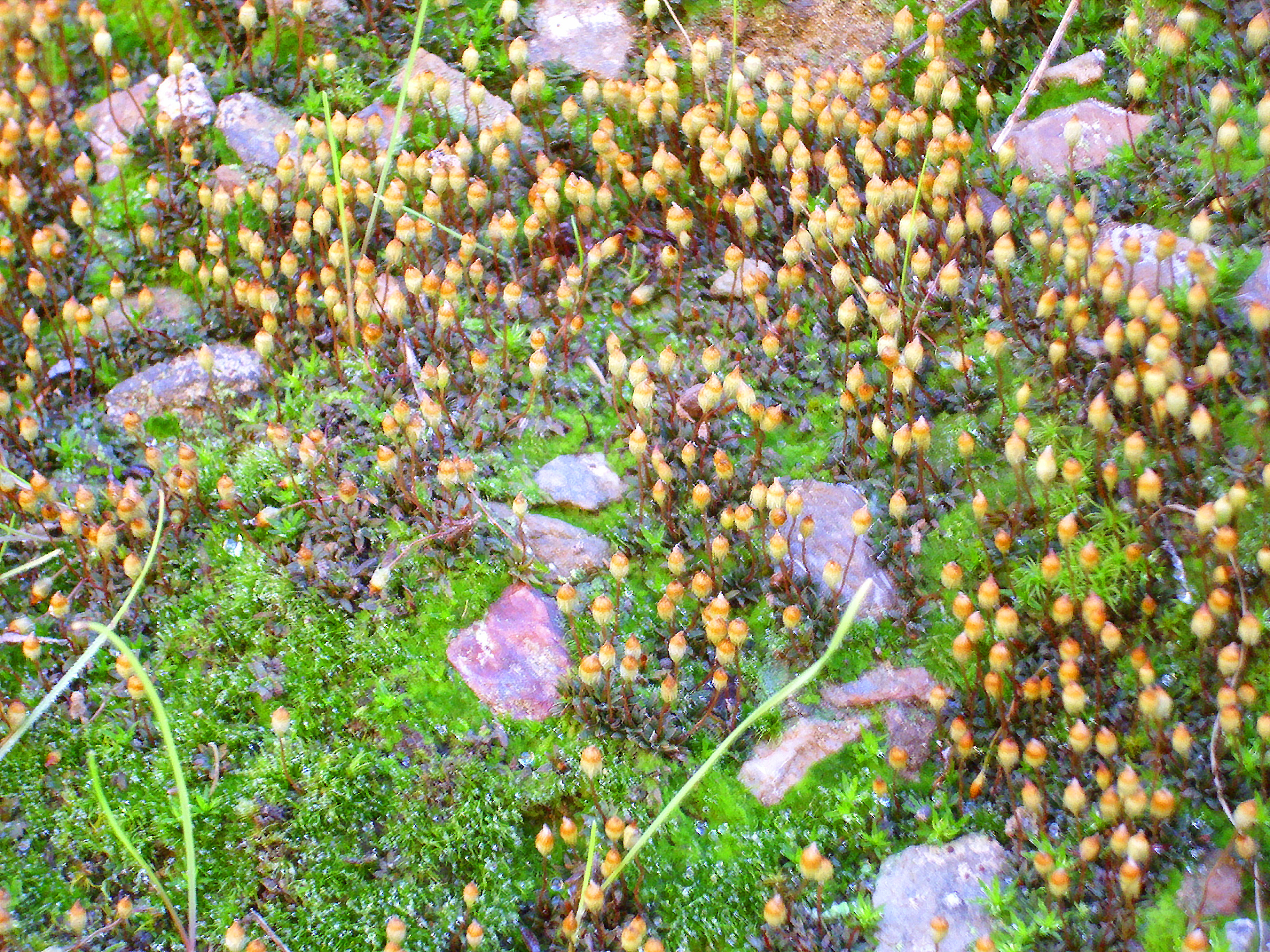
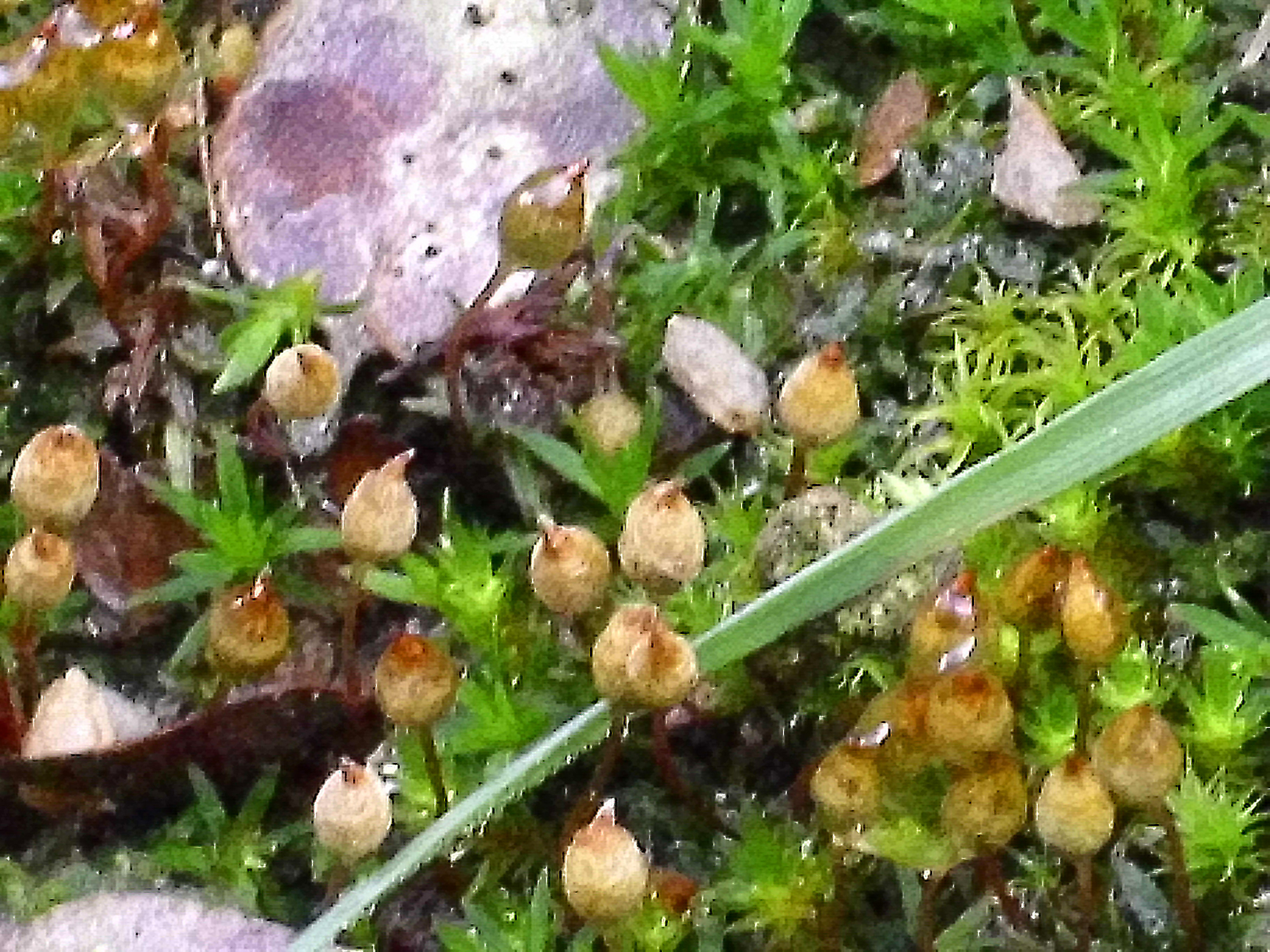